# Керімов Сулейман Абусаїдович
Керімов Сулейман Абусаїдович (рос. Сулейма́н Абусаи́дович Кери́мов; лезгин. Керимрин Абусаидан хва Сулейман; н. 12 березня 1966) — російський олігарх, мільярдер і політик лезгінського походження. Має тісні зв'язки з режимом Путіна і Рамзаном Кадировим, ватажком Чечні.
У політику прийшов у 1990-х роках. До 1999 року він отримав контроль над Нафта Москва, колишнім державним нафтотрейдером. У 2000-х роках Керімов отримав мільярди доларів кредитів у великих російських державних банків, таких як Сбербанк і ВТБ. Завдяки цим кредитам він став головним акціонером Газпрому та Уралкалію, а також Сбербанку. До 2008 року його статки зросли до 21 млрд доларів, а до 2022 року зменшилися до 11 млрд доларів.
З 2008 року Керімов представляв Дагестан у Раді федерації Росії. У квітні 2018 року він потрапив під санкції Міністерства фінансів США. Після російського вторгнення в Україну в 2022 році США, Британія та ЄС 15 березня 2022 року ввели санкції проти Керімова як російського олігарха, близького до президента Путіна. Син Керімова Саїд Керімов пішов з правління «Полюсу» у квітні 2022 року, і родина продала свою частку в компанії вартістю $6,3 млрд, відмовившись від контрольного акціонерства.
У 2011 році він придбав махачкалинський «Анжі», який згодом підписав багато гучних контрактів. Клуб придбав Самуеля Ето'О, зробивши його найбільш високооплачуваним гравцем у світі. У 2013 році Керімов різко скоротив фінансування команди, що спровокувало розпродаж гравців.

## Ранні роки
Народився в Дербенті, Дагестан. Він закінчив середню школу в 1983 році, і після цього вступив на будівельний факультет Дагестанського політехнічного інституту в 1984 році, хоча його обов'язкова служба в Радянській Армії призупинила його навчання лише через рік. Після закінчення служби в 1986 році Керімов продовжив навчання в Дагестанському державному університеті, який закінчив за спеціальністю " Фінансовий облік і економіка " в 1989 році . Під час навчання був заступником голови профкому ДДУ. Крім того, в університеті Керімов познайомився зі своєю дружиною Фірузою, донькою колишнього лідера профспілок.
Керімов стверджував, що мріяв заробляти гроші з раннього дитинства, ця амбіція спонукала його пізніше переїхати з рідного Дагестану на початку 1990-х років.

## Кар'єра
Після університету 1989 року влаштувався економістом на електротехнічний завод «Елтав» у Махачкалі, столиці Дагестану . Підконтрольний державі завод постачав транзистори та напівпровідники виробникам телевізорів, а також виробляв діоди, мікрочіпи та галогенні лампи. Керімову платили 150 рублів ($250) на місяць, і вони з дружиною жили в робочому гуртожитку при заводі, де вони ділили одну кімнату двокімнатної квартири.
Згодом Керімов піднявся до рангу заступника генерального директора Eltav і почав займатися інвестуванням разом під час ровалу СРСР.

### Федпромбанк
У 1993 році Керімов був призначений відповідальним за налагодження відносин між «Елтавом» і московським банком «Федпромбанк», заснованим електротехнічною компанією. Федпромбанк фінансував відстаючі галузі промисловості, і Керімов та його партнери незабаром стали кредиторами великих комунальних компаній, що дозволило їм продовжувати надавати ключові послуги. Коли російська економіка стабілізувалася, борги були погашені з величезними прибутками для Федпромбанку і, як наслідок, Керімова.
У 1995 році Керімов був призначений очолити банківсько-торговельну компанію «Союз-Фінанс», а до 1997 року Керімов придбав 50 % акцій " Внуковських авіаліній " і використав свої важелі впливу, щоб поглинути Федпромбанк, викупивши акції своїх партнерів.

### Нафта Москва
Наприкінці 1999 року Керімов купив 55 % акцій нафтотрейдерської компанії «Нафта Москва», наступниці радянської монополії «Союзнефтеекспорт», за $50 млн. До 2000 року він збільшив свою частку в «Нафті Москва» до 100 %. Керімов провів масову реструктуризацію компанії, продавши всі нафтові аспекти та створивши інвестиційно- холдингову компанію . Інвестиції «Нафти» в середині 2000-х включали покупку бізнес-центру «Смоленський пасаж» і «Автобанк».
У 2003 році отримав кредит на $43 млн від державного Зовнішекономбанку, який він інвестував у нафтогазову компанію " Газпром ". Протягом наступного року ціни на акції російської газової компанії подвоїлися, і Керімов зміг виплатити всю позику протягом чотирьох місяців. У 2004 році Сбербанк, нині найбільший банк Росії та Східної Європи, надав Керімову кредит у розмірі 3,2 мільярда доларів, який пізніше був погашений, і ці кошти також були інвестовані в акції. До 2008 року Керімов накопичив 5 % акцій «Газпрому», 6 % акцій «Сбербанку», а також оцінив статки в 17,5 мільярдів доларів, що зробило його 36-ю найбагатшою людиною в світі. Однак у середині 2008 року Керімов продав усі свої акції Газпрому та Ощадбанку.

### Поліметал
У листопаді 2005 року «Нафта Москва» Керімова придбала АТ «Поліметал», одну з найбільших золото- та сріблодобувних компаній Росії. У 2007 році він вивів компанію на Лондонську фондову біржу, а потім продав 70 % своїх акцій у 2008 році, перш ніж у 2011 році золото піднялося до історичного максимуму. У 2008 році Керімов продав контроль над Поліметалом.

### Роль у кризі 2008 року
Оскільки у 2007 році ринки в усьому світі почали загострюватись, Керімов та його соратники очікували, що Росія постраждає від майбутньої економічної кризи більше, ніж Захід. Таким чином було зроблено спільні зусилля для налагодження тісніших зв'язків із західними банками. Керімов зменшив свої частки в Газпромі та інших російських блакитних фішках і звернувся до Уолл-стріт, запропонувавши інвестувати переважну частину своїх статків, щоб захистити інституції від коротких продавців . Натомість очікувалося, що Керімов отримає вигідні умови кредитування для майбутніх кредитів.
2007 року Керімов інвестував мільярди доларів у Morgan Stanley, Goldman Sachs, Deutsche Bank, Credit Suisse та інші фінансові установи. Хоча ані Керімов, ані західні банки не розкрили розмір інвестицій, вони були значними, щоб Керімов отримав дзвінок з Казначейства США у найскладніші дні економічної кризи з проханням не продавати свої частки.

### Полюс золота
Після втрат під час економічної кризи Керімов змінив свою інвестиційну стратегію на купівлю достатньо великих пакетів акцій, щоб впливати на стратегії компаній, у які він інвестує. У 2009 році «Нафта Москва» купила у Володимира Потаніна частку (37 % акцій) в ВАТ «Полюс», найбільшого виробника золота в Росії, за $1,3 млрд.
Пізніше частка була збільшена до 40,2 %. У 2012 році компанія провела IPO на Лондонській фондовій біржі.
У 2015 році частка Керімова в «Полюс Золото» була передана його синові Саїду.

### Забудовник ПІК Груп
Навесні 2009 року акціонери російського будівельного гіганта ПІК Group продали Керімову 25 % акцій своєї компанії. PIK знадобилося додаткове фінансування після того, як рівень їхнього боргу досяг $1,98 млрд, а вартість капіталу впала більш ніж у 40 разів до $279,9 млн. Пізніше «Нафта Москва» збільшила свою частку в групі ПІК до 38,3 %.
У грудні 2013 року Керімов продав свої акції інвестору в нерухомість Сергію Гордєєву та бізнесмену Олександру Мамуту, який володіє часткою в компанії «Поліметал».

### Уралкалій
У червні 2010 року Керімов і його партнери Олександр Несіс і Філарет Гальчев разом заплатили Дмитру Риболовлєву приблизно 5,3 мільярда доларів за 53 % акцій російського калійного гіганта Уралкалій, який разом з Білорускалієм на той час становив дуополію, що контролювала 70 % світовий калійний ринок: Білоруська калійна компанія (БКК). Керімов отримав значні кредити від російського банку ВТБ для поглинання Уралкалію.
У липні 2013 року Уралкалій оголосив про вихід з картелю BPC, зниження цін і збільшення виробництва до максимальної потужності, щоб захопити частку ринку. Безпосередніми наслідками для світової економіки стало падіння цін на калій на 25 % до приблизно 340 доларів за тонну, що зашкодило перспективам як канадських виробників, так і білоруської економіки . За оцінками білоруської влади, вони можуть втрачати до 1 мільярда доларів на рік.
Через два тижні після липневої заяви «Уралкалію» прем'єр-міністр Білорусі Михайло Мясникович у відповідь запросив Керімова та керівництво «Уралкалію» до Мінська, щоб обговорити поточну ситуацію. Замість Керімова прийшов тодішній генеральний директор «Уралкалію» Владислав Баумгертнер, який був заарештований силами держбезпеки та звинувачений у «зловживанні владою».
Тим часом Білорусь також відкрила кримінальне провадження щодо інших співробітників «Уралкалію» та його головного акціонера Сулеймана Керімова. Баумгертнера утримували в білоруському СІЗО КДБ, поки не було оголошено про план зміни власника «Уралкалію», після чого Білорусь видала Баумгертнера Росії. Білорусь оголосила Керімова в національний розшук, а також звернулася до Інтерполу з проханням оголосити на нього червоне оголошення. Пізніше Інтерпол уточнив, що жодного червоного попередження не було видано і що запит мав політичний характер. Пізніше білоруська влада закрила справу проти Керімова і закрила кримінальне провадження. До грудня 2013 року Керімов продав 21,75 % акцій «Уралкалія» Михайлу Прохорову за 3,7 млрд доларів і 19,99 % (приблизно на 2,9 мільярда доларів США) на користь Уралхіма.

### У ЗМІ
Журнал Forbes описує Керімова як одного з найбільш закритих російських мільярдерів, який не дав жодного інтерв'ю за 20 років бізнесу.
Moscow Times процитувала колишнього заступника головного редактора Forbes Russia Кирила Вишнепольського, який описав Керімова як «російського Уоррена Баффета» за такий же проникливий інвестиційний стиль. Повідомляється, що високопоставлений московський банкір сказав про Керімова: «Іноді з ним важко розмовляти. Він завжди на кілька кроків попереду вас. Для іноземців це практично неможливо, навіть для тих, хто звик до російського середовища. Він дуже швидкий і креативний, у тому сенсі, що йому приходять ідеї, які не приходять іншим людям» . Згідно з повідомленнями фінансистів і банкірів, які працюють у Росії, Керімов широко використовував важелі для своїх інвестицій.

## Інші інвестиції

### ФК Анжі Махачкала
2011 року Керімов придбав ФК «Анжі» з Махачкали, його рідний футбольний клуб, який виступає в російській Прем'єр-лізі .
У березні 2012 року повідомлялося, що Керімов виділив клубу літній трансферний бюджет у розмірі $230 млн євро, щоб спробувати потрапити до Ліги чемпіонів УЄФА протягом наступних трьох сезонів. Окрім ФК «Анжі», Керімов профінансував будівництво сучасного футбольного стадіону «Анжі Арена» на 30 тис. глядачів і команд Юнацької футбольної академії «Анжі».
У серпні 2013 року, як частина нової довгострокової стратегії клубу, було вирішено скоротити річний бюджет клубу на 50-70 мільйонів доларів, порівняно з попередніми витратами в $180 млн на сезон. Клуб продав деяких міжнародних гравців і набрав натомість російських молодих гравців.
Керімов продав клуб Осману Кадієву 28 грудня 2016 року.

## Розслідування

### Швейцарія
У листопаді 2023 року Генеральна прокуратура Швейцарії почала розслідування щодо чотирьох осіб, пов'язаних із Керімовим, Державний секретаріат з економічних питань заморозив $1,5 млрд Керімова.

### Ухилення від сплати податків (Франція)
У листопаді 2017 року Керімова заарештувала французька поліція в аеропорту Ніцци у зв'язку зі справою про ухилення від сплати податків щодо ймовірної покупки ним кількох розкішних резиденцій на Французькій Рив'єрі через підставні компанії. Наступного червня звинувачення були зняті. У березні 2019 року французька прокуратура порушила офіційне розслідування щодо Керімова «за підозрою в причетності до податкового шахрайства». Його звільнили під заставу в 20 мільйонів євро, а його адвокат планує оскаржити звинувачення в шахрайстві.

### Санкції США
У квітні 2018 року США ввели санкції проти Керімова та ще 23 росіян.
Керімов є одним із багатьох російських «олігархів», названих в Законі про протидію супротивникам Америки за допомогою санкцій CAATSA, підписаному президентом Дональдом Трампом у 2017 році .
1 липня 2022 року США заблокували активи, пов'язані з Керімовим.
У червні 2022 року США виграли судовий процес щодо арешту суперяхти Керімова Amadea на Фіджі вартістю $325 млн. США взяли яхту під свій контроль і відвели його з південної частини Тихого океану. У червні 2024 року суд Нью-Йорка відмовив уряду в праві продати цю яхту. Кошти від реалізації судна планували передати на оборону України.

## Суперечки

### Бізнес-конфлікт навколо Нафти Москва
Незабаром після того, як Керімов купив «Нафту Москва», компанія опинилася в конфлікті з бізнесменом Андрієм Андрєєвим. Активи Андрєєва були передані компаніям «Нафта Москва», Millhouse Capital і «Базовий елемент». Подальший спір довів сторони до суду.
У липні 2004 року Андрєєв і «Нафта Москва» уклали мирову угоду, і спір було вирішено.

### Власність готелю «Москва» та супутні питання
Підконтрольна Керімову «Нафта Москва» придбала 25 % акцій у проєкті готелю "Москва, багатомільярдному проєкті будівництва копії величезного розкішного готелю сталінської епохи, знесеного у 2004 році, у лютому 2009 року, завершивши угоду до січня 2010 року. У вересні 2010 року депутат російського парламенту Ашот Егіазарян звинуватив Керімова у змові з міською владою Москви з метою насильницького придбання його 25 % акцій у проєкті. Після того, як Єгіазарян заявив, що йому погрожували вбивством, він втік до США, щоб отримати притулок, і подав позови до цивільного суду на Кіпрі, Лондонського міжнародного арбітражного суду та на Капітолійському пагорбі, стверджуючи, що кампанія погроз кримінальним переслідуванням і озброєні поліцейські рейди змусили йому відмовитися від своїх акцій. За словами адвоката Керімова, пан Егіазарян передав свою частку в готелі «Москва» в рамках законної комерційної угоди, але вона була надто розширеною і була в боргах. Пану Егіазаряну загрожувала фінансова крах.
До розгляду в судах активи Керімова були заморожені, що порушило спільну заявку Уралкалію на $39 млрд із китайською компанією Sinochem на Canadian Potash Corp. Окружний суд Нікосії на Кіпрі скасував заморожування активів Керімова на мільярд доларів у лютому 2011 року, стверджуючи, що позивачі «не змогли довести терміновість свого клопотання». За словами адвоката Егіазаряна Андреаса Хавіараса, рішення щодо Кіпру ґрунтувалося на «технічних аспектах» і не вирішувало суті справи.
Готель знову відкрився в 2014 році під брендом Four Seasons. У жовтні 2015 року Сулейман Керімов продав свою частку в нерухомості бізнесменам Юрію та Олексію Хотіним за невідому суму.

## Політика
З 1999 по 2003 роки Керімов був депутатом Держдуми РФ 3-го скликання, нижньої палати Федеральних зборів Росії, а також членом комітету Держдуми з безпеки . З 2003 по 2007 рік, продовжуючи роботу в Комітеті з безпеки, він також був депутатом 4-го скликання і заступником голови Комітету Держдуми з фізкультури, спорту та молоді. Спочатку він отримав місце в парламенті з Ліберально-демократичною партією, очолюваною Володимиром Жириновським .
З 2008 року Керімов є членом Ради Федерації Зборів Федерації РФ, верхньої палати Зборів Федерації — і представляє Республіку Дагестан . У відповідь на ухвалення російським парламентом законопроєкту, який забороняє урядовцям мати іноземні цінні папери та банківські рахунки за кордоном, Керімов передав свої активи Фонду Сулеймана Керімова, благодійній організації, зареєстрованій у Швейцарії, у травні 2013 року. Таким чином він зберіг і посаду в Раді Федерації, і бенефіціарні права на свої бізнес-активи. Сулейман Керімов був переобраний до Ради Федерації у вересні 2016 року.

## Особисте життя
Батько Керімова був юристом кримінального розшуку, мати — бухгалтером Ощадбанку Росії. Одружений, має трьох дітей.
У жовтні 2011 року Керімов використовував свої зв'язки, щоб відправити до Москви таких західних фінансових діячів, як Джеймі Даймон з JPMorgan, Річард Парсонс з Citigroup і Стівен Шварцман з Blackstone, щоб підтримати ініціативу Медведєва перетворити Москву на «міжнародний фінансовий центр».

### Статки
У 2006 році Керімов увійшов до списку 100 найбагатших людей світу та став восьмою найбагатшою людиною Росії за версією Forbes . Станом на 2014 рік його статок становив $6,9 млрд, а за попередні роки статки оцінювалися в $7,1 млрд (2013) і $6,5 млрд (2012).
У 2020 році статки Керімова подвоїлися через різке зростання цін на золото. У серпні 2020 року він на деякий час став найбагатшим бізнесменом Росії. Статки його сім'ї, які майже повністю базуються на 77 % акцій золотодобувної компанії Полюс, оцінювалися в 24,7 мільярда доларів. На кінець 2020 року вартість активів сім'ї Керімова оцінювалася в $20,9 млрд. До 2022 року його статки зменшилися до 11 мільярдів доларів. Він зберігає величезні активи через мережі офшорних компаній.
Йому належить вілла на Кап д'Антіб, Франція. 26 листопада 2006 року в Ніцці, Франція, Керімов отримав серйозні травми після того, як втратив контроль над Ferrari Enzo вартістю 650 000 доларів на Англійській набережній . Внаслідок аварії він отримав сильні опіки.
Відомий тим, що витрачає більшу частину свого стану на вечірки, російський мільярдер оплачував виступи таких знаменитостей, як Крістіна Агілера, Шакіра, Емі Вайнхаус і Джессі Джей, щоб виступати на його заходах.
З 2005 по 2015 рік Керімов володів однією з найбільших у світі приватних яхт, яка відома як Ice . Раніше відомий як Air, він був побудований німецькою компанією Lürssen у 2005 році. Лід має довжину 295 футів (90 метрів) і може розвивати швидкість 18,6 вузлів (33 км/год; 21 миль/год). Вона отримала нагороду «Суперяхта року» на World Superyacht Awards у 2006 році, і на даний момент є 54-ю найбільшою яхтою у світі. У 2015 році він продав Ice інтересам Теодоро Нгуема Обіанг Мангу в Екваторіальній Гвінеї
У 2022 році з'явилася інформація, що він є власником суперяхти Amadea . У квітні 2022 року його вилучила поліція Фіджі в порту Лаутока, оскільки високий суд Фіджі видав обмежувальний наказ поліції Фіджі, щоб затримати його за нібито зв'язок із Керімовим. У травні 2022 року Вищий суд Фіджі постановив, що влада США може арештувати яхту.

### Філантропія
У 2007 році Керімов заснував Фонд Сулеймана Керімова , що жертвував на будівництво мечетей і церков, а також щорічно відправляв тисячі паломників до Мекки на хадж . На будівництво московської Соборної мечеті Керімов витратив 100 мільйонів доларів.
Керімов брав участь у відбудові Зареченської середньої школи, передової загальноосвітньої школи на захід від Москви . Керімов є спонсором освітнього центру для обдарованих дітей «Сіріус», розташованого в Сочі і Дагестані.
Керімов є головою наглядової ради Федерації боротьби Росії, входить до наглядової ради Фонду Горчакова . У 2013 році Міжнародна федерація асоційованих стилів боротьби (FILA) нагородила Керімова «Золотою медаллю» .

## Нагороди
- 2017 — президент Путін нагородив Керімова орденом «За заслуги перед Вітчизною» II ст. за «видатний внесок у розвиток парламентаризму і законодавства».